# جمعية تكنولوجيا الحالة الصلبة
رابطة تكنولوجيا الأجسام الصلبة التابعة للمجلس المشترك لهندسة الإلكترونيات (JEDEC Solid State Technology Association) هي منظمة معايرة أسست عام 1958.

## وصلات خارجية
- الموقع الرسمي
- لائحة الشركات الأعضاء